# Independente Esporte Clube
L'Independente Esporte Clube, noto anche semplicemente come Independente, è una società calcistica brasiliana con sede nella città di Santana, nello stato dell'Amapá.

## Storia
Il club è stato fondato il 19 gennaio 1962. Ha vinto il Campionato Amapaense nel 1982, nel 1983, nel 1989, nel 1995, e nel 2001.

## Palmarès

### Competizioni statali
- Campionato Amapaense: 5

1982, 1983, 1989, 1995, 2001